# الونت
اِلونت (انگلیسی: Elonet؛ فنلاندی: Finkansallis filmografia یا فیلم‌شناسی ملی) نام یک وبسایت اینترنتی است که توسط «بایگانی ملی صوتی تصویری» در فنلاند بر پا شده است و اطلاعات جامعی دربارهٔ ۱۵۰٬۰۰۰ فیلم سینمایی که در آن کشور تولید یا اکران شده، ارائه می‌کند. این وبگاه در سال ۲۰۰۶ میلادی ایجاد شد.